# موريسيو أغيار
موريسيو أغيار (بالإسبانية: Mauricio Aguiar) مواليد 3 فبراير 1983 في مونتفيدو، هو لاعب كرة سلة أوروغوياني. بدأ مسيرته الاحترافية في سنة 2000. يلعب في دوري الأوروغواي لكرة السلة. حقق المركز الثالث في دورة الألعاب الأمريكية 2007. لعب مع بييلا لكرة السلة، ثم لعب مع دينامو باسكت ساساري في الدوري الإيطالي، ثم لعب مع جويرينو فانولي باسكت.

## الميداليات
| الميدالية | المسابقة                    |
| --------- | --------------------------- |
| برونزية   | دورة الألعاب الأمريكية 2007 |

## روابط خارجية
- موريسيو أغيار على موقع الاتحاد الدولي لكرة السلة (الإنجليزية)
- موريسيو أغيار على موقع كرة السلة الأوروبية.كوم (الإنجليزية)
- موريسيو أغيار على موقع ريلجم (الإنجليزية)
- موريسيو أغيار على موقع بروبوليرز (الإنجليزية)
- موريسيو أغيار على موقع سبورتس رفرنس (الإنجليزية)